# إلياس بيكال
إلياس بيكال (بالإندونيسية: Ellyas Pical) مواليد 24 مارس 1960، هو ملاكم إندونيسي. حقق بطولة الاتحاد الدولي للملاكمة ويعتبر أول إندونيسي يحقق ذلك.

## إحصائيات
خاض خلال مسيرته 26 نزالا، فاز في 20 وتعادل في 1 وخسر في 5. فاز بالضربة القاضية في 11 نزالا.

## روابط خارجية
- إلياس بيكال على موقع بوكس ريك (الإنجليزية) (registration required)